# Урусово (Московская область)
Уру́сово — деревня в Лотошинском районе Московской области России.
Относится к городскому поселению Лотошино, до реформы 2006 года относилась к Михалёвскому сельскому округу. Население — 38 чел. (2010).

## География
Расположена в южной части городского поселения, примерно в 9 км к юго-западу от районного центра — посёлка городского типа Лотошино, на левом берегу реки Шерстни, впадающей в Лобь. Соседние населённые пункты — деревни Михалёво, Володино; Дрызлово, Харитоново, Пьянкино Шаховского района. Автобусная остановка на автодороге, соединяющей Р90 и Р107.

## Исторические сведения
По сведениям 1859 года Урусово — владельческая деревня 2-го стана Волоколамского уезда Московской губернии на Зубцовском тракте, при безымянном ручье, в 29 верстах от уездного города, с 29 дворами и 261 жителем (129 мужчин и 132 женщины).
До 1924 года входила в состав Кульпинской волости. Постановлением президиума Моссовета от 24 марта 1924 года была включена в состав вновь образованной Раменской волости.
По материалам Всесоюзной переписи населения 1926 года деревня относилась к Харитоновскому сельсовету, в ней проживало 356 человек (155 мужчин, 201 женщина), насчитывалось 74 хозяйства, имелась школа.
С 1929 года — населённый пункт в составе Лотошинского района Московской области.

## Население
| 1852 | 1859 | 1926 | 2002 | 2006 | 2010 |
| ---- | ---- | ---- | ---- | ---- | ---- |
| 292  | ↘261 | ↗356 | ↘41  | ↗44  | ↘38  |